# Kalle Olsson (ishockeyspelare född 1985)
Kalle Staffan Olsson, född 31 januari 1985, är en svensk före detta professionell ishockeyspelare. Som junior spelade Olsson för Frölunda HC, med vilka han vann totalt tre SM med J20-laget. 2003 draftades Olsson i den femte rundan som 147:e spelare totalt, av Edmonton Oilers.
Säsongen 2003/04 gjorde han debut med Frölundas seniorlag i SHL. Mellan säsongerna 2005/06 och 2010/11 spelade Olsson i Hockeyallsvenskan för Västerås IK. Han tillbringade därefter en säsong med Linköping HC i SHL innan han lämnade laget för spel med Örebro HK i Hockeyallsvenskan. Olsson har tillhörde Örebro resten av sin spelarkarriär och var med att spela upp laget till SHL säsongen 2012/13. Den 1 augusti 2019 meddelades det att Olsson avslutat sin karriär som ishockeyspelare.
Som junior representerade Olsson både Juniorkronorna och Småkronorna vid VM.

## Karriär

### Klubblag
Olsson började spela ishockey i moderklubben Munkedals BK och gick sedan vidare till Frölunda HC:s juniorsektion. Säsongen 2001/02, som 16-åring, kombinerade Olsson spel i Frölundas J18- och J20-lag. Denna säsong noterades han för 20 poäng på 34 matcher i J20 Superelit och tog SM-guld med båda lagen. Denna bedrift upprepades säsongen därpå och Olsson vann också grundseriens skytteliga i J20 Superelit med 22 gjorda mål på 30 matcher. Han var också den av U18-spelarna i serien som gjorde flest poäng (35). Under sommaren 2003 draftades Olsson av Edmonton Oilers i den femte rundan som 147:e spelare totalt. Säsongen 2003/04 gjorde Olsson debut i SHL (dåvarande Elitserien). Han spelade sin första SHL-match den 28 december 2003 mot Timrå IK, och två dagar senare gjorde Olsson sitt första mål i serien då Frölunda besegrade Leksands IF med 2–3. Totalt spelade sju matcher i SHL för Frölunda (inklusive två slutspelsmatcher). 2005 tog han sitt tredje SM-guld med Frölundas J20-lag, dessförinnan hade också blivit utlånad till Växjö Lakers HC i Hockeyallsvenskan under två matcher.
Inför säsongen 2005/06 lämnade Olsson Frölunda för spel i Hockeyallsvenskan med Västerås IK. Han gjorde sin poängmässigt främsta säsong i Hockeyallsvenskan 2007/08 då han slutade tvåa, bakom Patrik Berglund, i Västerås interna poängliga. På 45 matcher noterades han för 40 poäng (19 mål, 21 assist). Totalt spelade Olsson 300 matcher för Västerås under sex säsonger. I mitten av april 2011 meddelade Linköping HC i SHL att man skrivit ett ettårsavtal med Olsson. På 51 grundseriematcher noterades Olsson för sju poäng (tre mål, fyra assist) och Linköping missade för första gången på åtta säsonger SM-slutspelet då man slutade på tionde plats i serien.
I april 2012 bekräftade Örebro HK i Hockeyallsvenskan att man skrivit ett tvåårskontrakt med Olsson. Örebro slutade på sjätte plats i grundserien och lyckades, via playoff, ta sig till Kvalserien. Väl där tog laget poäng i samtliga tio matcher, vann serien och var därmed klara för spel i SHL för första gången i klubbens historia. I september 2013 förlängde Olsson sitt avtal med Örebro med ytterligare ett år. I början av säsongen 2014/15 lånades Olsson ut i tre matcher till HC Vita Hästen i Hockeyallsvenskan. Örebro förlängde avtalet med Olsson med ytterligare två år i december 2014. Olsson gjorde sin poängmässigt främsta säsong i SHL 2016/17 då han på 45 matcher noterades för 16 poäng (sex mål, tio assist). Vid säsongens slut förlängde han åter sitt avtal med Örebro med två år. Säsongen 2018/19 fick Olsson delvis spolierad på grund av skador.  I december 2018 missade han ett antal matcher på grund av skada och dessutom missade han slutet av säsongen sedan han ådragit sig en fraktur i handen. På 35 matcher noterades han för ett mål och tre assistpoäng.
Den 2 april 2019 meddelades det att Olsson avtal med Örebro inte skulle förlängas. Några månader senare, den 1 augusti, bekräftades det att Olsson avslutat sin karriär som ishockeyspelare för att istället bli tränare för Örebro HK J18.

### Landslag
Olsson blev uttagen till Sveriges trupp till U18-VM 2003 i Ryssland. Laget blev trea i grupp A och ställdes i kvartsfinalen mot Kanada, en match man förlorade med 8–1, och slutade därmed på femte plats i turneringen. På sex matcher stod Olsson för totalt en assistpoäng. Olsson blev också uttagen att representera Sverige när JVM avgjordes i USA 2005. Efter att ha tagit sig vidare från gruppspelsrundan så åkte Sverige ut mot värdnationen i kvartsfinalen med 8–2 efter att ha förlorat den sista perioden med 5–0. Olsson noterades för tre assistpoäng på de sex matcher han spelade.

## Statistik

### Klubblag
| 2003–04                  | Frölunda HC              | SHL                      | 4   | 1  | 0   | 1   | 0   | 2  | 0  | 0  | 0  | 0  |
| 2004–05                  | Frölunda HC              | SHL                      | 1   | 0  | 0   | 0   | 2   | —  | —  | —  | —  | —  |
| 2004–05                  | Växjö Lakers HC          | HA                       | 2   | 0  | 1   | 1   | 2   | —  | —  | —  | —  | —  |
| 2005–06                  | Västerås IK              | HA                       | 40  | 10 | 5   | 15  | 14  | —  | —  | —  | —  | —  |
| 2006–07                  | Västerås IK              | HA                       | 44  | 16 | 15  | 31  | 20  | 2  | 0  | 2  | 2  | 0  |
| 2007–08                  | Västerås IK              | HA                       | 45  | 19 | 21  | 40  | 44  | 10 | 5  | 1  | 6  | 2  |
| 2008–09                  | Västerås IK              | HA                       | 43  | 6  | 12  | 18  | 22  | 9  | 3  | 1  | 4  | 6  |
| 2009–10                  | Västerås IK              | HA                       | 50  | 11 | 13  | 24  | 16  | —  | —  | —  | —  | —  |
| 2010–11                  | Västerås IK              | HA                       | 51  | 10 | 14  | 24  | 12  | 6  | 0  | 3  | 3  | 6  |
| 2011–12                  | Linköping HC             | SHL                      | 51  | 3  | 4   | 7   | 20  | —  | —  | —  | —  | —  |
| 2012–13                  | Örebro HK                | HA                       | 51  | 15 | 21  | 36  | 14  | 12 | 5  | 6  | 11 | 4  |
| 2013–14                  | Örebro HK                | SHL                      | 51  | 2  | 10  | 12  | 12  | 9  | 1  | 1  | 2  | 4  |
| 2014–15                  | Örebro HK                | SHL                      | 43  | 5  | 8   | 13  | 8   | 6  | 1  | 1  | 2  | 2  |
| 2014–15                  | HC Vita Hästen           | HA                       | 3   | 0  | 0   | 0   | 8   | —  | —  | —  | —  | —  |
| 2015–16                  | Örebro HK                | SHL                      | 46  | 6  | 9   | 15  | 12  | 2  | 1  | 1  | 2  | 0  |
| 2016–17                  | Örebro HK                | SHL                      | 45  | 6  | 10  | 16  | 8   | —  | —  | —  | —  | —  |
| 2017–18                  | Örebro HK                | SHL                      | 39  | 4  | 3   | 7   | 10  | —  | —  | —  | —  | —  |
| 2018–19                  | Örebro HK                | SHL                      | 35  | 1  | 3   | 4   | 8   | —  | —  | —  | —  | —  |
| Hockeyallsvenskan totalt | Hockeyallsvenskan totalt | Hockeyallsvenskan totalt | 329 | 87 | 102 | 189 | 142 | 39 | 13 | 13 | 26 | 18 |
| SHL totalt               | SHL totalt               | SHL totalt               | 315 | 28 | 47  | 75  | 80  | 19 | 3  | 3  | 6  | 6  |

### Internationellt
| År            | Lag           | Turnering     | Matcher | Mål | Assists | Poäng | Utv. |
| ------------- | ------------- | ------------- | ------- | --- | ------- | ----- | ---- |
| 2003          | Sverige       | U18-VM        | 6       | 0   | 1       | 1     | 6    |
| 2005          | Sverige       | JVM           | 6       | 0   | 3       | 3     | 4    |
| Junior totalt | Junior totalt | Junior totalt | 12      | 0   | 4       | 4     | 10   |